# Frasne-les-Meulières
Frasne-les-Meulières là một xã của tỉnh Jura, thuộc vùng Bourgogne-Franche-Comté, miền đông nước Pháp.